# Sláine
Sláine es una historieta de fantasía heroica publicada en la revista 2000 AD. Es una de las historietas más populares del Reino Unido. Los episodios se publicaron por primera vez en 1983, con guion de Pat Mills. La mayoría de las primeras historias fueron dibujadas por Mike McMahon y Massimo Belardinelli. Otros notables artistas que han trabajado sobre el personaje son Glenn Fabry y Simon Bisley. El artista actual es Clint Langley, cuya obra combina pintura, fotografía y arte digital. 
Las aventuras de fantasía heroica de Sláine están basadas en las historias y mitos celtas. El arma favorita de Sláine es un hacha a la que llama «Brainbiter» («la comesesos»). Cuando Sláine combate en el fragor de la batalla, absorbiendo el poder de la madre tierra Danu, de la que es devoto, tiene el poder de convertirse en una criatura aterradora que no distingue amigo ni enemigo.

## Argumento
En el inicio de la serie Sláine fue un peregrino desterrado de su tribu, los Sessair. Él exploró la Tierra de los Jóvenes en compañía de un enano sin escrúpulos llamado Ukko, luchando contra monstruos y mercenarios de la fantasía tradicional. En una temprana aventura salvó a una doncella, Medb (su nombre mitológico irlandés), de ser sacrificada de un Wicker Man, sólo para ganarse su enemistad ya que era una devota de Crom Cruach, el dios a quien iba a ser sacrificada. Su maestro y mentor, el antiguo y demente Lord Weird Slough Feg se convirtió en el principal villano de la serie. 
En números posteriores de la serie Sláine regresa a su tribu y se convierte en rey (como se había anunciado en la descripción de su primera aparición), poniéndose en contra de los Fomorianos, una raza de demonios. Luego, en el fascículo titulado El Dios Cornudo, Sláine une las tribus de la tierra contra Slough Feg y sus aliados, al tiempo que su dedicación personal a la diosa le llevó a convertirse en una nueva encarnación del Dios Cornudo (basada en la deidad gala Cernunnos). Al final Sláine se convierte en el primer Gran Rey de Irlanda. 
Con posterioridad, Sláine fue enviado a través del tiempo por la diosa Danu para combatir al lado de héroes y heroínas como Boudicca y William Wallace, y más recientemente regresó a Irlanda para defender a su pueblo contra  nuevos enemigos junto a su esposa, Niamh.

## Adaptación a juego de rol
- En el 2002, la editorial británica Mongoose Publishing publicó bajo licencia el juego de rol de Sláine bajo el título Sláine: The Role Playing Game of Celtic Heroes («Sláine, el juego de rol de los héroes celtas»). El juego utilizaba el sistema d20 como sistema de juego.

- En el 2006, la misma editorial adquirió de Issaries, Inc. los derechos de publicación del juego RuneQuest; y el año siguiente, en el 2007, convirtió su juego sobre Sláine al sistema de juego de RuneQuest, el así llamado Basic Role-Playing. Este juego se titula simplemente Sláine, aunque se le conoce popularmente con el nombre de Sláine RuneQuest.

- En septiembre del 2003, la editorial española Edge Entertainment tradujo la versión basada en el sistema d20 con el título en castellano Sláine, el juego de rol de los héroes celtas.[2]